# 유사 가쓰미
유사 가쓰미(일본어: 遊佐 克美, 1988년 8월 2일 ~ )는 일본의 축구 선수이다.

## 구단 경력
과거 산프레체 히로시마, 츠바이겐 가나자와에서 활동하였다.